# Willemijn Offerman
Willemijn Offerman (Ámsterdam, 5 de septiembre de 1999) es una deportista neerlandesa que compite en vela en la clase Nacra 17. Ganó una medalla de oro en el Campeonato Europeo de Nacra 17 de 2024.

## Palmarés internacional
| \| Campeonato Europeo \| Campeonato Europeo \| Campeonato Europeo \| Campeonato Europeo \| \| Año \| Lugar \| Medalla \| Clase \| \| ------------------ \| ------------------ \| ------------------ \| ------------------ \| \| 2024 \| Palermo (Italia) \| Medalla de oro \| Nacra 17 \| |                  |                |          |
| Campeonato Europeo |                  |                |          |
| Año | Lugar            | Medalla        | Clase    |
| 2024 | Palermo (Italia) | Medalla de oro | Nacra 17 |